# Desmos elegans
Desmos elegans là loài thực vật có hoa thuộc họ Na. Loài này được (Thwaites) Saff. mô tả khoa học đầu tiên năm 1912.